# Llac Barsakelmes
El Llac Barsakelmes (en kazakh Барсакелмес, Terra del no retorn) és un llac salobre del Kazakhstan, a la Província de Khizilordà, creat per la retirada gradual de les aigües del Mar d'Aral, que originàriament en formava part.
S'inclou el nom de l'antiga illa de Barsakelmes situada al sud-est d'aquesta, que a la dècada de 2000 es va unir a la part continental.
Malgrat la regressió contínua de la superfície del l'Aral, el nivell d'aigua del Barsakelmes ha patit molt menys en comparació amb la majoria de les àrees ocupades per l'antic emplaçament del llac, i la seva reculada fins ara ha estat en general limitada; tanmateix està en una situació precària, ja que no és alimentat per afluents i rep només aigua del Mar Oriental, en una entrada que el relliga amb les restes del Mar d'Aral Sud. Es troba a prop de 22 km de l'extrem occidental del Mar d'Aral Nord.
El llac Barsakelmes forma part de la Reserva Natural de Barsakelmes.